# Barbara Smolińska-Theiss
Barbara Smolińska-Theiss (ur. 1949) – polska pedagożka społeczna, profesor nauk społecznych.

## Życiorys
Doktoryzowała się w 1980, a habilitowała w 1993 (w obu przypadkach na Uniwersytecie Warszawskim). W 2015 uzyskała tytuł naukowy profesora (nominacja prezydenta Bronisława Komorowskiego). 
Pełniła funkcję społecznego doradcy Rzecznika Praw Dziecka. Naukowo zainteresowana jest społeczno-pedagogicznymi problemami dziecka i dzieciństwa, prowadzeniem pracy socjalnej z dzieckiem i rodziną, zagadnieniami nierówności społecznych, relacjami na linii dziecko – rodzina – szkoła i pedagogiką Janusza Korczaka. Przez wiele lat wykładała na Uniwersytecie Warszawskim, a potem na Akademii Pedagogiki Specjalnej (kierowniczka Katedry Pedagogiki Społecznej). Od stycznia 2016 sprawuje funkcję przewodniczącej Zespołu Pedagogiki Społecznej PAN, członkini Komitetu Nauk Pedagogicznych PAN.
Pod jej kierunkiem stopień naukowy doktora uzyskała m.in. Edyta Januszewska.
Zasiada w prezydium kapituły Nagrody Korczaka, przyznawanej przez Uczelnię Korczaka

## Najważniejsze publikacje
Do jej najważniejszych monografii należały:
- Korczakowskie narracje pedagogiczne, 2015,
- Dzieciństwo jako status społeczny. Edukacyjne przywileje dzieci klasy średniej, 2014,
- Rok Janusza Korczaka 2012. Nie ma dzieci – są ludzie,  The Year of Janusz Korczak 2012. There are no Children, there are people, redakcja, wersja dwujęzyczna, 2013.

## Odznaczenia
Odznaczona została Złotym Krzyżem Zasługi (2015) i Odznaką Honorową za Zasługi dla Ochrony Praw Dziecka (2016).